# Fundusz prywatyzacyjny z zysków
Fundusz prywatyzacyjny z zysków przedsiębiorstwa państwowego – mechanizm prywatyzacyjny w gospodarce polskiej w początku lat 90. XX wieku, w epoce transformacji ustrojowej. Mechanizm pozwalał pracownikom przedsiębiorstw państwowych na uwłaszczanie się mieniem wspólnym za środki finansowe wypracowane przez dane państwowe przedsiębiorstwo przygotowujące się do sprywatyzowania. Kadra kierownicza (zazwyczaj ta grupa, a nie zwykli pracownicy) przedsiębiorstwa państwowego, dzięki blisko zerowemu oprocentowanym kredytom udzielanym przez swe miejsce pracy, stawała się właścicielami przedsiębiorstwa które je zatrudniało.
Zaistnienie tego procederu miało istotny wpływ na rozwój dysproporcji majątkowych Polaków, szczególnie mocno uwidocznionych tam gdzie zakład produkcyjny przy użyciu opisywanej metody był jedynym miejscem zatrudnienia dla rozleglejszej okolicy.

O procederze tymi słowy wypowiedział się dr hab Ryszard Bugaj:

te kredyty były oprocentowane na ogół na poziomie 1 proc. w warunkach kiedy inflacja wynosiła kilkadziesiąt procent. Krótko mówiąc, ponieważ te kredyty brali przede wszystkim menedżerowie, to znaczna grupa tych menedżerów kupiła te przedsiębiorstwa za ich własne pieniądze, za pieniądze tych przedsiębiorstw, a nie tych menedżerów.